# Liste der Mitglieder der 12. Knesset
Die Wahlen zur 12. Knesset fanden am 1. November 1988 statt. Die erste Sitzung war am 21. November 1988, ihr Sprecher war Dov Shilansky.

## Fraktionen
| Listenname                                                    | Ergebnis in Prozent Anzahl der gültigen Stimmen | Anzahl der Sitze (Vor der nächsten Wahl) | Anmerkungen |
| ------------------------------------------------------------- | ----------------------------------------------- | ---------------------------------------- | --- |
| Likud                                                         | 31,1 709.305                                    | 40 (38)                                  | 5 Abgeordnete verließen den Likud, von denen zwei wieder eintraten. Ein Abgeordneter von HaMa'arach schloss sich dem Likud an. |
| HaMa’arach                                                    | 30,0 685.363                                    | 39 (38)                                  | Efraim Gur wechselte zum Likud.                                                                                                |
| Schas                                                         | 4,7 107.709                                     | 6 (5)                                    | Yitzhak Haim Peretz gründete Moriah                                                                                            |
| Agudat Jisra’el                                               | 4,5 102.714                                     | 5 (4)                                    | Eliezer Mizrachi gründete Geulat Yisrael                                                                                       |
| Bürgerrechtsbewegung (Ratz)                                   | 4,3 97.513                                      | 5 (0)                                    | Zusammenschluss zu Meretz |
| Nationalreligiöse Partei                                      | 3,9 89.720                                      | 5 (5)                                    | |
| Chadasch                                                      | 3,7 84.032                                      | 4 (3)                                    | Charlie Bitton gründete die Black Panthers                                                                                     |
| Techija                                                       | 3,1 70.730                                      | 3 (3)                                    | |
| Mapam                                                         | 2,5 56.345                                      | 3 (0)                                    | Zusammenschluss zu Meretz |
| Tzomet                                                        | 2,0 45.489                                      | 2 (2)                                    | |
| Moledet                                                       | 1,9 44.174                                      | 2 (2)                                    | |
| Schinui                                                       | 1,7 39.538                                      | 2 (0)                                    | Zusammenschluss zu Meretz |
| Degel haTora                                                  | 1,5 34.279                                      | 2 (2)                                    | |
| Progressive Partei für Frieden hebräisch הרשימה המתקדמת לשלום | 1,5 33.695                                      | 1 (1)                                    | |
| Arabisch Demokratische Partei                                 | 1,2 27.012                                      | 1 (1)                                    | |
| Bildung während der laufenden Knesset                         |                                                 |                                          | |
| Meretz                                                        | –                                               | 0 (10)                                   | Zusammenschluss von Ratz, Mapam und Schinui                                                                                    |
| Miflaga Libralit Chadascha                                    | –                                               | 0 (3)                                    | Pinhas Goldstein, Pesach Grupper und Yitzhak Moday vom Likud                                                                   |
| Moriah                                                        | –                                               | 0 (1)                                    | Abspaltung der Schas |
| Black Panthers                                                | –                                               | 0 (1)                                    | Abspaltung der Chadasch |
| Geulat Israel                                                 | –                                               | 0 (1)                                    | Abspaltung der Agudat Jisra’el                                                                                                 |

## Liste der Mitglieder der 12. Knesset
| Name                        | Fraktion                                                                             | Bemerkung |
| --------------------------- | ------------------------------------------------------------------------------------ | --------- |
| Aharon Abuchazira           | Likud                                                                                |           |
| Schulamit Aloni             | Bürgerrechtsbewegung (Ratz), Meretz                                                  |           |
| Shaul Amor                  | Likud                                                                                |           |
| Nava Arad                   | HaMa’arach                                                                           |           |
| Schoschana Arbeli-Almoslino | HaMa’arach                                                                           |           |
| Mosche Arens                | Likud                                                                                |           |
| Yosef Azran                 | Schas                                                                                |           |
| Chaim Bar-Lev               | HaMa’arach                                                                           |           |
| Michael Bar-Zohar           | HaMa’arach                                                                           |           |
| Uzi Baram                   | HaMa’arach                                                                           |           |
| Benny Begin                 | Likud                                                                                |           |
| Yossi Beilin                | HaMa’arach                                                                           |           |
| Benjamin Ben Eliezer        | HaMa’arach                                                                           |           |
| Eli Ben-Menachem            | HaMa’arach                                                                           |           |
| Eliahu Ben-Elissar          | Likud                                                                                |           |
| Yigal Bibi                  | Nationalreligiöse Partei                                                             |           |
| Charlie Bitton              | Chadasch, Black Panthers                                                             |           |
| Avraham Burg                | HaMa’arach                                                                           |           |
| Geula Cohen                 | Techija                                                                              |           |
| Ra’anan Cohen               | HaMa’arach                                                                           |           |
| Ran Cohen                   | Bürgerrechtsbewegung (Ratz), Meretz                                                  |           |
| Yigal Cohen                 | Likud                                                                                |           |
| Chaim Korfu                 | Likud                                                                                |           |
| Abdulwahab Darawshe         | Arabisch Demokratische Partei                                                        |           |
| Eli Dayan                   | HaMa’arach                                                                           |           |
| Shlomo Dayan                | Schas                                                                                |           |
| Sarah Doron                 | Likud                                                                                |           |
| Raphael Edery               | HaMa’arach                                                                           |           |
| Michael Eitan               | Likud                                                                                |           |
| Rafael Eitan                | Tzomet                                                                               |           |
| Owadia Eli                  | Likud                                                                                |           |
| Arje Eliav                  | HaMa’arach                                                                           |           |
| Hussein Faris               | Mapam, Meretz                                                                        |           |
| Mosche Se’ev Feldman        | Agudat Jisra’el                                                                      |           |
| Gideon Gadot                | Likud                                                                                |           |
| Mosche Gafni                | Degel haTora                                                                         |           |
| Gedalya Gal                 | HaMa’arach                                                                           |           |
| Arje Gamli’el               | Schas                                                                                |           |
| Yosef Goldberg              | Likud, Partei für den Fortschritt der zionistischen Idee, Likud                      |           |
| Micha Goldman               | HaMa’arach                                                                           |           |
| Pinchas Goldstein           | Likud, Partei für den Fortschritt der zionistischen Idee, Miflaga Libralit Chadascha |           |
| Tamar Gozansky              | Chadasch                                                                             |           |
| Pessach Grupper             | Likud, Partei für den Fortschritt der zionistischen Idee, Miflaga Libralit Chadascha |           |
| Ephraim Gur                 | HaMa’arach, Einheit für Frieden und Einwanderung, Likud                              |           |
| Mordechai Gur               | HaMa’arach                                                                           |           |
| Elyakim Haetzni             | Techija                                                                              |           |
| Shmuel Halpert              | Agudat Jisra’el                                                                      |           |
| Sebulon Hammer              | Nationalreligiöse Partei                                                             |           |
| Zachi Ha-Negbi              | Likud                                                                                |           |
| Michael Charisch            | HaMa’arach                                                                           |           |
| Schlomo Hillel              | HaMa’arach                                                                           |           |
| Jigal Hurwitz               | Likud                                                                                |           |
| Mosche Katzav               | Likud                                                                                |           |
| Awraham Katz-Oz             | HaMa’arach                                                                           |           |
| Haim Kaufman                | Likud                                                                                |           |
| Jisra’el Kesar              | HaMa’arach                                                                           |           |
| Michael Kleiner             | Likud                                                                                |           |
| Uzi Landau                  | Likud                                                                                |           |
| David Levy                  | Likud                                                                                |           |
| Yair Levy                   | Schas                                                                                |           |
| Jitzchak Levy               | Nationalreligiöse Partei                                                             |           |
| David Libai                 | HaMa’arach                                                                           |           |
| Limor Livnat                | Likud                                                                                |           |
| Uriel Lynn                  | Likud                                                                                |           |
| David Magen                 | Likud                                                                                |           |
| Hashem Mahameed             | Chadasch                                                                             |           |
| Joschua Maza                | Likud                                                                                |           |
| Nawaf Massalcha             | HaMa’arach                                                                           |           |
| Hagai Meirom                | HaMa’arach                                                                           |           |
| Dan Meridor                 | Likud                                                                                |           |
| Mohammed Miari              | Progressive Partei für Frieden                                                       |           |
| Roni Milo                   | Likud                                                                                |           |
| Elieser Misrachi            | Agudat Jisra’el, Geulat Yisrael                                                      |           |
| Jitzchak Modai              | Likud, Partei für den Fortschritt der zionistischen Idee, Miflaga Libralit Chadascha |           |
| Mohamed Naffa               | Chadasch                                                                             |           |
| Ora Namir                   | HaMa’arach                                                                           |           |
| Yitzhak Navon               | HaMa’arach                                                                           |           |
| Juval Ne’eman               | Techija                                                                              |           |
| Benjamin Netanyahu          | Likud                                                                                |           |
| Mosche Nissim               | Likud                                                                                |           |
| Ehud Olmert                 | Likud                                                                                |           |
| Chaim Oron                  | Mapam, Meretz                                                                        |           |
| Gideon Patt                 | Likud                                                                                |           |
| Yehuda Perach               | Likud                                                                                |           |
| Shimon Peres                | HaMa’arach                                                                           |           |
| Amir Peretz                 | HaMa’arach                                                                           |           |
| Jitzchak Chaim Peretz       | Schas, Moriah                                                                        |           |
| Rafael Pinchasi             | Schas                                                                                |           |
| Chanan Porat                | Nationalreligiöse Partei                                                             |           |
| Avraham Poraz               | Schinui, Meretz                                                                      |           |
| Menachem Porusch            | Agudat Jisra’el                                                                      |           |
| Jitzchak Rabin              | HaMa’arach                                                                           |           |
| Chaim Ramon                 | HaMa’arach                                                                           |           |
| Abraham Rawitz              | Degel haTora                                                                         |           |
| Reuven Rivlin               | Likud                                                                                |           |
| Amnon Rubinstein            | Schinui, Meretz                                                                      |           |
| Yeushua Sagi                | Likud                                                                                |           |
| Jossi Sarid                 | Bürgerrechtsbewegung (Ratz), Meretz                                                  |           |
| Gershon Shafat              | Techija                                                                              |           |
| Mosche Schachal             | HaMa’arach                                                                           |           |
| Awner-Chai Schaki           | Nationalreligiöse Partei                                                             |           |
| Yaakov Shamay               | Likud                                                                                |           |
| Jitzchak Schamir            | Likud                                                                                |           |
| Avraham Sharir              | Likud, Partei für den Fortschritt der zionistischen Idee, Likud                      |           |
| Ariel Scharon               | Likud                                                                                |           |
| Schim’on Schitrit           | HaMa’arach                                                                           |           |
| Dov Shilansky               | Likud                                                                                |           |
| Avraham Schochat            | HaMa’arach                                                                           |           |
| Zalman Shoval               | Likud                                                                                |           |
| Yair Shprinzak              | Moledet                                                                              |           |
| Edna Solodar                | HaMa’arach                                                                           |           |
| Salach Tarif                | HaMa’arach                                                                           |           |
| Dan Tichon                  | Likud                                                                                |           |
| Tawfik Toubi                | Chadasch                                                                             |           |
| Jair Zaban                  | Mapam, Meretz                                                                        |           |
| Yoash Tzidon                | Tzomet                                                                               |           |
| Ja’akov Zur                 | HaMa’arach                                                                           |           |
| Avraham Verdiger            | Agudat Jisra’el                                                                      |           |
| Meir Vilner                 | Chadasch                                                                             |           |
| Mordechai Virshubski        | Bürgerrechtsbewegung (Ratz), Meretz                                                  |           |
| Eliezer Waldman             | Techija                                                                              |           |
| Ariel Weinstein             | Likud                                                                                |           |
| Schewach Weiss              | HaMa’arach                                                                           |           |
| Ezer Weizmann               | HaMa’arach                                                                           |           |
| Gad Ja’akobi                | HaMa’arach, Mapam                                                                    |           |
| Tawfiq Ziad                 | Chadasch                                                                             |           |
| Rechaw’am Ze’ewi            | Moledet                                                                              |           |
| Emanuel Zisman              | HaMa’arach                                                                           |           |
| David Zucker                | Bürgerrechtsbewegung (Ratz), Meretz                                                  |           |